# Fattore di necrosi tumorale
Il fattore di necrosi tumorale (TNF dall'inglese Tumor necrosis factor) è una citochina coinvolta nell'infiammazione sistemica ed è membro di un gruppo di citochine che stimolano la reazione della fase acuta.  È prodotta principalmente dai macrofagi, sebbene possa essere prodotta da cellule quali linfociti T CD4+, cellule NK, neutrofili, mastociti, eosinofili e neuroni.
Il principale ruolo del TNF è nella regolazione delle cellule del sistema immunitario.
Il TNF, essendo un pirogeno endogeno, è capace di indurre febbre, morte apoptotica delle cellule, cachessia, infiammazione. È capace di inibire la carcinogenesi e la replicazione virale e di rispondere in caso di sepsi attraverso la produzione cellulare di IL-1 e IL-6.
Il TNF viene talvolta detto anche cachessina, cachectina, ed era in passato noto come TNF-α.
Difetti nella produzione di TNF sono implicate nell'eziogenesi della malattia di Alzheimer, cancro, depressione maggiore e malattie infiammatorie croniche intestinali.
TNF ricombinante viene utilizzato come immunostimolante sotto lo INN tasonermin. TNF può essere prodotto ectopicamente in caso di tumore maligno e parallelamente all'ormone paratiroideo è associato all'ipercalcemia secondaria.

## Storia e nomenclatura
Il TNF fu isolato come un fattore solubile rilasciato dalle cellule dell'ospite in risposta al trapianto di un tumore (un sarcoma). Questo fattore era in grado di causare la necrosi del tumore. Sebbene il TNF-α causi la necrosi di alcuni tumori, esso può stimolare la crescita di altri tipi. In tal senso il nome di questa citochina può essere frainteso.
Nel 1984, fu sintetizzato il primo cDNA di TNF e ne fu individuata l'omologia di funzione e struttura con la linfotossina (LT), alcuni anni dopo, furono scoperti due recettori di membrana in grado di legare entrambe le citochine. Così, fu stabilito che il TNF faceva parte di un gruppo di citochine che venne chiamato TNF family

## Gene
Il gene umano del TNF (TNF) fu clonato nel 1985. È posizionato nel locus 6p21.3, occupa circa tremila basi e contiene 4 esoni. L'ultimo esone codifica l'80% degli amminoacidi riscontrabili nella proteina finale.

## Struttura
Il TNF è prodotto, dapprima, come una proteina transmembrana di tipo II lunga 212 amminoacidi e arrangiata in uno stabile omotrimero. Da questa forma legata alla membrana, diventa una citochina solubile omotrimerica (sTNF) grazie al taglio proteolitico dalla metalloproteasi ADAM17/TACE (tumor necrosis factor-α-converting enzyme) La forma trimerica solubile, del peso di 51 kDa, tende a dissociarsi per concentrazioni inferiori all'ordine delle nanomoli, perdendo la sua bioattività.

## Fisiologia
Il TNF è prodotto in massima parte dai macrofagi, ma anche da una serie di altri tipi cellulari inclusi cellule linfoidi, mastociti, cellule endoteliali, fibroblasti e cellule nervose. Una grande quantità di sTNF è rilasciato dopo il contatto del macrofago con un lipopolisaccaride (LPS, un'endotossina che compone la parete dei batteri gram-negativi, che viene rilasciata dopo la lisi del batterio), altri prodotti batterici e interleuchina 1 (IL1).
Agisce su numerosi organi e sistemi, generalmente assieme a IL1 e IL6:
- Sull'ipotalamo
  - stimola l'asse ipotalamo-ipofisi-surrene aumentando il rilascio di CRH (ormone di rilascio della corticotropina).
  - sopprime l'appetito (cachessia).
  - induce la febbre (funziona da pirogeno endogeno, inducendo l'ipotalamo a produrre prostaglandine).
- Sul fegato: stimola la risposta di fase acuta, portando all'aumento delle proteine di fase acuta come la proteina C-reattiva e altre. Induce insulino-resistenza promuovendo la fosforilazione della serina del substrato recettore dell'insulina-1 (IRS-1), che blocca il sistema di segnalazione dell'insulina (ad alte concentrazioni di TNF sopravviene iperglicemia).
- Attrae potentemente neutrofili e li aiuta ad agganciarsi alle cellule endoteliali per extravasare.
- Sui macrofagi: stimola la fagocitosi, la produzione di ossidanti dell'IL1 e prostaglandine lipidiche infiammatorie E2 PGE2.
- Sul sistema cardiocircolatorio, diminuisce la pressione:
  - aumentando la vasodilatazione.
  - diminuendo la contrattilità del miocardio.
  - induce la formazione di trombi (creando la cosiddetta C.I.D. ossia coagulazione intravascolare disseminata).
- Sugli altri tessuti: 
  - aumenta la resistenza all'insulina.
  - aumenta il catabolismo proteico nel muscolo e quello lipidico nel tessuto adiposo.
  - induce l'apoptosi di vari tipi cellulari.

Un aumento locale della concentrazione di TNF causa i segni tipici dell'infiammazione: calore, gonfiore, rossore, dolore.
Alte concentrazioni plasmatiche di TNF-alfa possono causare shock settico, con MOF: multi organ failure e morte. La prolungata esposizione a basse concentrazioni di TNF può portare a cachessia, una sindrome che porta alla deplezione del patrimonio proteico e lipidico dei tessuti (in particolare muscolare e adiposo). Questo tipo di risposta si riscontra nei pazienti affetti da tumore.
È stato dimostrato, nel topo, che la secrezione di TNF da parte delle cellule del Sertoli ha un ruolo fondamentale nell'apertura temporanea e nella riformazione delle giunzioni occludenti della barriera emato-testicolare durante la migrazione degli spermatociti dal compartimento basale verso quello adluminale.

## Funzioni e meccanismo d'azione

### Nella segnalazione cellulare
Due recettori, TNF-R1 (recettore per il TNF di tipo 1; CD120a; p55/60) e TNF-R2 (recettore per il TNF di tipo 2; CD120b; p75/80) si legano al TNF. TNF-R1 è espresso costitutivamente nella maggior parte dei tessuti e può essere attivato completamente sia dalla frazione di TNF legata alla membrana sia dalla forma trimerica solubile. Invece, il TNF-R2 si trova solo nelle cellule del sistema immunitario e risponde solo alla forma omotrimerica integrale del TNF.
Dopo il contatto con i loro ligandi, i recettori formano, anch'essi, trimeri. Ciò provoca un cambiamento conformazionale, portando alla dissociazione della proteina inibitoria SODD dal dominio intracellulare Death Domain (DD). In tal modo la proteina adattatrice TRADD è in grado di legarsi al DD, servendo appunto da adattatrice per successive proteine. Legata TRADD possono incominciare tre diverse vie biochimiche:
- Attivazione di NF-κB: TRADD recluta TRAF2, che recluta a sua volta un complesso proteico a funzione chinasica detto IKK, che può essere attivato (fosforilato) da un'altra serina-treonina chinasi RIP. Una proteina inibitoria IκBα che normalmente è legata a NF-κB e inibisce la sua traslocazione nel nucleo è fosforilata da IKK e può essere degradata, rimane così libero NF-κB. NF-κB è un fattore di trascrizione eterotrimerico che, traslocato nel nucleo, media la trascrizione di un vasto numero di proteine coinvolte nella sopravvivenza cellulare e nella proliferazione, nella risposta infiammatoria, nella funzione anti-apoptotica.
- Attivazione della via della MAP chinasi:  delle tre maggiori cascate enzimatiche incominciate dalla MAPK, il TNF induce una forte attivazione di quella legata allo stress del gruppo JNK, evoca invece una moderata risposta della via p38-MAPK e infine una attivazione minimale della via classica di ERK. TRAF2 attiva le chinasi MEKK1 e ASK1, prime induttrici della via JNK; e queste due fosforilano MKK7 che finalmente attiva JNK. Esso entra nel nucleo e attiva fattori di trascrizione come c-Jun e ATF2. La via di JNK è coinvolta nel differenziamento cellulare, nella proliferazione ed è generalmente pro-apoptotica.
- Induzione di segnali di morte:  come tutti i membri della superfamiglia del TNFR che contengono domini di morte (DD), TNF-R1 è coinvolta nel processo di morte cellulare programmata[18]. Tuttavia, la morte cellulare indotta da TNF gioca solo un ruolo minore se comparata alla funzione infiammatoria del TNF. La capacità di indurre la morte cellulare è scarsa se comparata a quella di altre molecole della stessa famiglia (quale il recettore Fas) ed è sempre mascherata dagli effetti anti-apoptotici di NF-κB (che è contemporaneamente attivato). Comunque, TRADD lega FADD, che recluta la proteasi caspasi-8. Un'alta concentrazione di caspasi-8 induce la propria attivazione autoproteolitica e il susseguente clivaggio di altre caspasi effettrici che inducono il processo apoptotico.

Le miriadi di effetti, spesso conflittuali, mediati dalle vie del TNF sopraccitate, indicano la presenza di un estensivo e complesso dialogo incrociato (cross-talk) di segnali biochimici.

### Nell'immunità innata
Se un agente batterico supera la cute i macrofagi che vi risiedono riconoscono le proteine di membrana (in particolare LPS) e producono immediatamente citochine solubili, tra cui TNF. Queste agiscono sulle cellule endoteliali che aumentano l'espressione, verso il lume del vaso, di E-selectina e P-selectina. Queste molecole reclutano dal sangue i neutrofili e i monociti circolanti, che si agganciano alla parete del vaso.
Nel frattempo i macrofagi attivati e le cellule endoteliali producono chemochine, queste chemochine aumentano l'affinità di una molecola presente sui leucociti per il suo ligando, tale molecola ha il nome di integrina. Sempre il TNF ha stimolato le cellule endoteliali a esporre sulla propria superficie luminare dei ligando dell'integrina. In questo modo integrina e il suo ligando si fissano e, finalmente, il leucocita può organizzarsi per il travaso nel tessuto connettivo circostante il vaso.